# Alexander Gerst
Alexander Gerst (Künzelsau, Baden-Württemberg, 1976. május 3. –) német geofizikus, az Európai Űrügynökség űrhajósa, ahol 2009 és 2010 között folytatta űrhajósképzését. 2014 májusától novemberéig a Nemzetközi Űrállomás 40. és 41. alaplegénységének fedélzeti mérnöke, valamint 2018. június 6-tól az 56. alaplegénység fedélzeti mérnöke és az 57. küldetés során a Nemzetközi Űrállomás parancsnoka,. 2018. december 20-án érkezett vissza a Földre. Mielőtt 2020-ban megdöntötte rekordját Luca Parmitano, ő töltötte a legtöbb időt az űrben az európai űrhajósok közül (362 nap).

## Életpálya
1998-ban az Karlsruhei Egyetemen (ma már Karlsruhei Műszaki Egyetem) geofizikából kitüntetéssel szerzett diplomát. 1998 és 2003 között számos tudományos együttműködésben és terepkísérleten vett részt, köztük néhányban az Antarktiszon.
2003-ban kitüntetéssel diplomázva a Wellingtoni Viktória Egyetemen (Wellington, Új-Zéland) megvédte diplomáját. 2005-2009 között több tudományos expedíció tagjaként vizsgálta a vulkánokat, a vulkánkitöréseket megjósolható kutatását a Science folyóiratban publikálták. 2010-ben a Hamburgi Egyetemen geofizikából és a vulkánkitörések dinamikájából doktorált.
2007-ben a Német Kutatási Alapítvány (Deutsche Forschungsgemeinschaft) kitüntette a Bernd Rendel-díjjal a kiemelkedő tudományos munkájáért. Gerst számos tudományos kutatást publikált, többek közt egyet a Nature folyóiratban.

## Űrhajós pályája
2009. május 20-tól az Európai Űrügynökség 2. űrhajós csoportjának tagjaként a Lyndon B. Johnson Űrközpontban részesült űrhajóskiképzésben. Az ügynökséghez hivatalosan 2009 szeptemberében csatlakozott. A Szojuz űrhajó igénybevétele miatt három hónapos kiképzésben részesült a Jurij Gagarin Űrhajóskiképző Központban. A képzéseit 2010 novemberében fejezte be.

### Tartalék személyzet
A 2013-ban felszálló Szojuz TMA–11M, a 38. alaplegénységet szállító űrhajó tartalékos fedélzeti mérnöke volt. Az expedíció során nem volt szükség arra. hogy Gerst helyettesítsen bárkit.

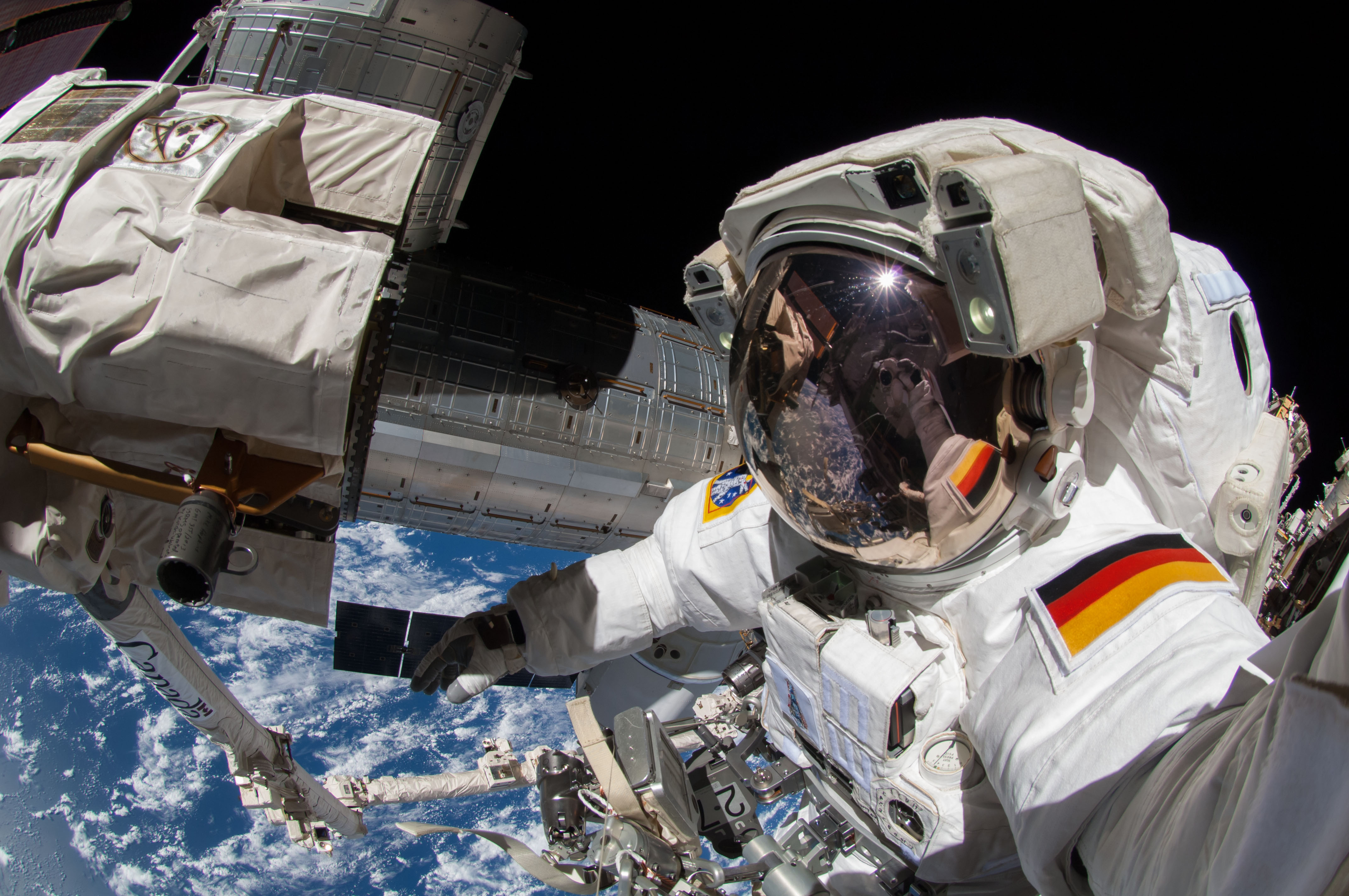
Gerst az első űrsétája közben

### 40/41-es küldetések
2011 szeptemberében Gerstet kijelölték a Nemzetközi Űrállomás 40-es és 41-es küldetésének egyik fedélzeti mérnökévé. A „Blue Dot” („Kék Pötty”, a Halványkék pötty felvétel elnevezése alapján) becenevű küldetés személyzete 2014 májusában szállt fel a Bajkonuri űrrepülőtérről (Kazahsztán) a Szojuz TMA–13M űrhajóval, majd ugyanott 2015 novemberében szálltak le. Az űrrakéta másik utasai Makszim Viktorovics Szurajev orosz parancsnok és Gregory Reid Wiseman amerikai fedélzeti mérnök voltak. Ez volt Gerst első űrrepülése.
2014. október 7-én végrehajtotta az első űrsétáját Reid Wiseman amerikai asztronauta mellett; az űrhajósok áthelyeztek egy hibás hűtőpumpát egy ideiglenes helyről egy állandó helyre az űrállomás vázán, valamint elhelyeztek egy új elektronikai egységet, ami lehetővé tette az állomás robotkarának áramellátását áthelyezést követően is. Az űrséta 6 órát és 13 percet vett igénybe. A küldetés tudományos kísérletei fizikai, biológiai, élettani és sugárzástani jellegűek voltak.

### 56/57-es küldetések
Gerst második utazása a Nemzetközi Űrállomásra a Szojuz MS–09 fedélzetén történt 2018. június 6-án, az 56/57-es küldetés keretein belül. Az űrrakéta parancsnoka Szergej Valerjevics Prokopjev, második fedélzeti mérnöke pedig Serena Auñón-Chancellor voltak. Az űrállomásra magával vitt egy „CIMON”-nak nevezett, az IBM Watson intelligenciájával ellátott, beszélő segédrobotot.
2017 májusában jelentették be Gerst második küldetését, amit „Horizonsnak” („Horizontok”) kereszteltek el, valamint hogy az 57. küldetés folyamán Gerst lesz az alaplegénység parancsnoka. Ő volt a második Európai Űrügynökségi tag, aki az űrállomás parancsnoka volt Frank De Winne (a 21. alaplegénység parancsnoka) után, valamint ő volt a legfiatalabb űrhajós, aki valaha az űrállomás parancsnoka volt, 42 évesen.
2018. december 20-án érkezett vissza a Földre, Kazahsztánba, miután 197 napot töltött folytonosan az űrben. Az előző küldetésben fönn töltött 165 nappal összeadva több mint 362 napot töltött összesen Föld körüli pályán, ami a leghosszabb idő volt akkor az ESA űrhajósok között. Azóta ezt a rekordot 2020-ban megdöntötte Luca Parmitano olasz űrhajós 367 űrben töltött nappal.

### Jelenlegi megbízatásai
Gerst jelenleg az Európai Űrkutatási és Technológiai Központban (European Space Research and Technology Centre, ESTEC), Hollandiában dolgozik együtt az ESA mérnökeivel az ügynökség technikai jövőjével kapcsolatban. 2022-ig előreláthatóan nincs küldetéshez rendelve.

## Fordítás
Ez a szócikk részben vagy egészben  az   Alexander Gerst című angol Wikipédia-szócikk ezen változatának fordításán alapul.  Az eredeti cikk szerkesztőit annak laptörténete sorolja fel. Ez a jelzés csupán a megfogalmazás eredetét és a szerzői jogokat jelzi, nem szolgál a cikkben szereplő információk forrásmegjelöléseként.